# Sirkus Shopping
Sirkus Shopping er et indkøbscenter ved Strindheim i Trondheim. Centret åbnet 3. oktober 2012, og har 65.000 m², med butikker, helse- og servicefaciliteter. På taget af centret er der 81 lejligheder, med et samlet boligareal på 8.000 m². I tillæg er der over 800 indendørs parkeringspladser.

## Historie
Sirkus Shoppings forløber var KBS kjøpesenter (eller bare KBS) som blev etableret i 1993 og havde 47 butikker. Navnet kom fra de tre grundlæggere: Kjerringvåg (K), Bringedal (B) og Sjømo (S). KBS storcenter var ejet af Realinvest. Centeret lukkede d. 9. oktober 2010, hvorefter det blev revet ned, og et nyt blev op opført med ca. 100 butikker og 81 boliger. Sirkus Shopping åbnet 3. oktober 2012 (VIP-åbning) og for almindelige kunder 4. oktober 2012.
KBS spæde begyngelse var KBS Leangen Stormarked som startet i 1973 som landets største dagligvareforretning.

## Ejere
Sirkus Shopping ejes af Hans og Mona Hoff som sammen med EC Dahls Eiendom også ejer det nye hotel på Brattøra, Clarion Hotel & Congress Trondheim med 400 rum og Skandinaviens største kongreshal i tilknytning til hotellet. Dette stod færdig i foråret 2012.